# 하타 지카시
하타 지카시(일본어: 波多親, 생년 미상(16세기) ~ 1590년대(1594년, 1596년, 1597년 사망설이 전함))는 센고쿠 시대부터 아즈치모모야마 시대까지의 무장, 다이묘이다. 히젠 기시타케성주이자 하타씨 제17대 당주이다. 아명은 도도마루(藤堂丸). 원복 후의 첫 이름은 시게시(鎮)이며 별명은 노부토키(信時)이다. 통칭은 미카와노카미.
친부는 히젠 아리마가의 당주 아리마 요시사다이며 히노에 번주 아리마 하루노부와는 이복형제간이다.